# Oficyna Monos
Oficyna Monos – wydawnictwo założone w 2000 r. przez Krzysztofa Kudleka. Wydawnictwo specjalizuje się w publikacji okolicznościowych, bezpłatnych jednodniówek, wydawanych w górnośląskich miastach. Głównym tematem artykułów jest historia.
W Tarnowskich Górach Oficyna Monos wydaje m.in. kwartalnik „Montes Tarnovicensis” – najważniejsze wydawnictwo Oficyny. Ukazuje się od 2000 r. (w 2002 i 2003 r. po dwa numery, a w 2004 r. trzy numery). Swym zasięgiem obejmuje cały powiat tarnogórski, choć skupia się przede wszystkim na tematyce związanej z miastem. Do niektórych numerów dołączane są wkładki, np. „Solidarność w Tarnowskich Górach. 20 lat 1980–2000” (nr 4/2000), „Powiat Tarnogórski”, „W Powiecie”. W marcu 2001 r. ukazał się numer specjalny, prawie w całości poświęcony sprawom Strategii Rozwoju Powiatu Tarnogórskiego (wkładka „Powiat Tarnogórski”).